# 中島三奈
中島 三奈（なかしま みな、8月7日 - ）は、大分放送（OBS）のアナウンサー。

## 経歴
- 鹿児島県出身。
- 2014年よりNHK鹿児島放送局で契約キャスターとして、情報WAVEかごしま、ひるまえクルーズかごしまなどを担当する。（契約キャスター同期に村上留奈(現フリーアナウンサー[2][3])
- 2018年3月23日、NHK鹿児島放送局のアナウンサー・キャスターだよりで、NHK北九州放送局へ異動を報告[4]。
- NHK北九州放送局着任後、2018年4月から2020年3月18日までニュースブリッジ北九州の2年間キャスター（週替わり）を務めた[5]。
- 2020年4月、大分放送でアナウンサーとして入社。

## 人物
- 北九州に５年ほどいたという[4]。

【NHK鹿児島放送局時代】
- 桜島ピーチクパーチクプーチク、というチーム名を、新人の頃、同期の村上留奈と共につけられた[6]。おしゃべりをして注目を集めたため。
- NHK鹿児島放送局時代、温泉や水風呂が好きだった。

【NHK北九州放送局時代】
- 笑い声が大きい。
- 趣味は、ミュージカル鑑賞、旅行、中国の楽器二胡、料理、読書、お花を飾ること、としていた。
- エメラルドグリーンに輝く青々とした水面の霧島・大浪の池に感動。
- モットーは、自分に厳しく、人にやさしく。

【大分放送時代】
- 好きな食べ物として、和牛ステーキ、焼肉、お刺身、ライチ、かぼす、いちご、としている。
- 趣味は、読書、おいしいものを食べる、おしゃべり、ラジオを聴きながら料理、温泉、舞台鑑賞、としている。読書について、大分放送のYouTubeに紹介された[8]。
- 体重計に乗ったときは、悲しい思いをする、と公表している。
- JR大分駅にある温泉施設を勧めており、大分の夜景を眺めながら温泉に入ることが出来ること、を理由としている。
- 大分駅近くのあたみ温泉を勧めている。
- 大分放送では、中継やリポートもしている。
- 大分放送の「教えて！農業」の３代目のMCとなった[9]。
- かぼすは大好きで「マイ絞り器」を所有[10]。

## 出演番組
☆印は現在出演中
NHK
【鹿児島放送局】
- 情報WAVEかごしま
- ひるまえクルーズかごしま

【北九州放送局】
- ニュースブリッジ北九州

大分放送
【テレビ】
- OBSイブニングニュース(水～金)
- OBSイブニングプラス(木〜金)　☆
- OBSニュース☆

【ラジオ】
- 私の作文☆
- おはようサンデー　中島美奈の教えて！農業
- OBSニュース☆
- Oitaよりどり☆（不定期）